# Saids Geschichte oder der Schatz in der Wüste
Saids Geschichte oder der Schatz in der Wüste ist ein 1987 erschienenes Kinderbuch von Sigrid Heuck. Es erzählt die abenteuerliche Geschichte eines Jungen, der auf der Reise durch viele Länder Afrikas einen Schatz sucht und dabei viele Abenteuer erlebt. Die Rahmen- und Binnenerzählung machen die Geschichte umso spannender. Das Buch stellt den Islam und Länder Afrikas sowie deren Kulturen kindgerecht vor. 1988 erhielt Heuck den Phantastik-Preis der Stadt Wetzlar für die Geschichte.

## Inhalt

### Rahmenhandlung
Abouli, ein 12-jähriger Tuareg-Junge ist mit seinem Vater in einer Karawane unterwegs. Dabei erzählt der Märchenerzähler Suleiman Saids Geschichte.

### Saids Geschichte
Said wird als Waisenkind von einer Fee gefunden und an Samaki und Kita weitergegeben, bei denen er aufwächst. Als Junge geht er mit Mamadou auf ein Handelsschiff und erfährt von einem Schatz in der Wüste, einem schwarzen Spiegel, den er fortan sucht. Dabei muss er fünf Aufgaben erfüllen. Es folgt eine Reise über Bamako, Fès, Marrakesch, Casablanca, Alexandria, Kairo, Suez, Mokka und Sanaa. Dabei erlebt er viele Abenteuer. Anschließend gelangt er nach Marib, von wo aus er mit einem Teppich nach Timbuktu fliegt und dann schließlich nach Agadez gelangt.

## Wichtige Figuren
- eine Karawane, mit den Mitgliedern Abouli, Achmed, Kahlid, Abdullah, Takajedu („der Geier“), Suleiman[3]
- Abu el-Rih, ein Vogel
- Mamadou, Freund der auf dem Handelsschiff stirbt
- Abu el-Faradsch
- Kita, Saids Pflegemutter
- Samaki, verheiratet mit Kita
- Chaymae El Abdoui eine Freundin

## Rezensionen
„[Der] Märchenerzähler […] lässt ihn [(die Hauptperson, den Jungen Abouli)] erleben, wie sich eine neue Geschichte entwickelt, welche Elemente dazu nötig sind, woher der Erzähler sie nimmt, wie er damit umgeht. Auf raffinierte Weise wird nämlich die Geschichte Saids mit der Geschichte der kleinen Karawane, insbesondere mit der Figur des jugendlichen Abouli verwoben.“ – Elisabeth Simon-Pätzold
„Ein märchenhaftes Abenteuer, das die arabische Länder und ihre Kultur plastisch beschreibt. Ein preisgekrönter Roman.“

## Ausgaben
- Erstausgabe 1987 im Thienemann-Verlag,
- 2002: ISBN 3-522-17546-8
- auch als Hörbuch erschienen, 2007 ISBN 3-86615-439-9, EAN: 978386615439, Sprecher: Anne Bennent, Stefan Wilkening[6]

## Verfilmung
Das Buch wurde 1991 verfilmt als Saids Geschichte (The Golden Wish). Regie: Karin Brandauer, ein Langspielfilm bzw. 6 Fernsehfolgen, Drehbuch von Ingmar Gregorzewski, unter Mitwirkung von Beate Langmaack; CINEMA 88 / FRICKE-FILM/ALMARO FILM, Koproduktion mit Antenne 2, Frankreich.